# 聖卡洛斯 (委內瑞拉)
聖卡洛斯（西班牙語：San Carlos），是委內瑞拉的城鎮，也是科赫德斯州的首府，位於該國西北部，始建於1678年4月27日，海拔高度152米，主要經濟活動有農業和畜牧業，2012年人口105,026。

## 外部連結
- sancarlos-cojedes.gov.ve （西班牙文）
- Information on the municipalities of Cojedes （西班牙文）
- Flag & Coat of Arms of San Carlos （页面存档备份，存于）